# Nasutowo
Nasutowo (niem. Natztow) – wieś sołecka w Polsce położona w województwie zachodniopomorskim, w powiecie białogardzkim, w gminie Białogard. W latach 1975–1998 wieś należała do województwa koszalińskiego. W roku 2007 wieś liczyła 348 mieszkańców.
Wieś wchodząca w skład sołectwa:
- Kamosowo.

## Geografia
Wieś leży ok. 10 km na południowy zachód od Białogardu, pomiędzy Kamosowem a miejscowością Zagórze, przy trasie byłej linii wąskotorowej Białogard – Lepino. Rzeźba terenu wokół miejscowości nie jest urozmaicona, teren nieco pofałdowany, występują pola uprawne, teren jest odlesiony. 

## Historia
Stare lenno rodziny Wopersnow, w 1773 r. odkupione wraz z Kamosowem przez von Kleistów (Kleszczy). W 1777 r. von Kleistowie alodyfikowali oba majątki. Nasutowo pozostało ich własnością prawdopodobnie do końca II wojny światowej. W roku kiedy powstała szkoła, tj. 1867, w miejscowości mieszkało 197 osób, natomiast w roku 1939 liczba mieszkańców spadła do 155. Po wojnie majątek upaństwowiono.

## Zabytki
Do wojewódzkiego rejestru zabytków wpisany jest:
- park dworski[4], ze sztuczną wyspą z drugiej połowy XIX wieku[5], nr rej. 1041 z 24 czerwca 1978 r. Park o pow. 1,20 ha w tym wody 0,5 ha, drzewostan ocenia się na 60 – 100 lat. Rosną tu buki, dęby, jesiony, lipy. Park ma formę dwóch fos otoczonych nasypami. Fosa wewnętrzna ma kształt litery "U", a fosa zewnętrzna posiada kształt koła otaczającego wyspę

inne zabytki
- dwór mający charakter willi pochodzącej z lat 30. XX wieku, położony jest nad zewnętrzną fosą[6].

## Turystyka
W pobliżu wsi znajduje się punkt widokowy (30 m n.p.m.), z którego podziwiać można Białogard, Karlino, Górę Niwkę.
Przez wieś prowadzą dwa lokalne szlaki turystyczne:
- Szlakiem byłej kolejki wąskotorowej – rowerowo-pieszy, nieoznaczony
- Szlakiem parków, dworów i pałaców – motorowy, nieoznaczony

## Gospodarka
W Nasutowie znajduje się kotłownia węglowa, funkcjonuje tutaj zbiorczy system odprowadzania ścieków. Jednym z największych pracodawców gminy jest zakład przetwarzający dowożone z przetwórni ryb odpady na mączkę rybną. 
Wieś podłączona jest do sieci gazowej w Ciechnowie.

## Kultura i sport
We wsi znajduje się świetlica wiejska.
Ludowy Zespół Sportowy we wsi to "Pogoda" Nasutowo, należący do Gminnego Zrzeszenia LZS. 

## Komunikacja
W miejscowości jest przystanek komunikacji autobusowej, był przystanek kolejowy Nasutowo.